# Cho Jin-woong
Cho Jin-woong (조진웅?, Jo Jin-ungLR; Pusan, 3 marzo 1976) è un attore sudcoreano.

## Biografia
Il debutto cinematografico di Cho Jin-woong avviene nel 2004 con il film Maljukgeori janhoksa (noto a livello internazionale col titolo Once Upon a Time in High School). Nel 2009 appare pure in televisione con il drama Sol-yakgukjip adeuldeul, cominciandosi ad alternare tra il piccolo e il grande schermo. Nel 2014 interpreta il ruolo del principale antagonista nel thriller Kkeut-kka-ji-gan-da (A Hard Day), presentato alla Quinzaine des Réalisateurs del Festival di Cannes 2014, e lo stesso anno è anche il protagonista di Urineun hyeongje-imnida. Cho Jin-woong ha recitato anche nel Blockbuster Amsal (2015), e in Mademoiselle presentato in concorso al Festival di Cannes 2016.

## Filmografia

### Cinema
- Maljukgeori janhoksa, regia di Yoo Ha (2004)
- Uri Hyeong, regia di Ahn Gwon-tae (2004)
- Ya-soo, regia di Kim Sung-soo (2006)
- A Dirty Carnival (Bi-yeolhan geori), regia di Yoo Ha (2006)
- Gang-jeok, regia di Cho Min-ho (2006)
- Pongryeok-sseokeul, regia di Park Ki-hyung (2006)
- Ma-i nyoo pa-teu-neo, regia di Kim Jong-hyun (2008)
- GP506, regia di Kong Su-chang (2008)
- Dal-kom-han geo-jit-mal, regia di Chung Jung-hwa (2008)
- Ssanghwajeom, regia di Yoo Ha (2008)
- Gukgadaepyo, regia di Kim Yong-hwa (2009)
- Nalara Penggwin, regia di Yim Soon-rye (2009)
- Be-seu-teu-sel-leo, regia di Lee Jeong-ho (2010)
- Maen-bal-eui ggoom, regia di Kim Tae-kyun (2010)
- Geulreobeu, regia di Kang Woo-suk (2011)
- L'ultima battaglia - The Front Line (Go-ji-jeon), regia di Jang Hoon (2011)
- Peo-pek-teu Ge-im, regia di Park Hee-gon (2011)
- Bumchoiwaui junjaeng: Nabbeunnomdeul jeonsungshidae, regia di Yoon Jong-bin (2012)
- Yong-eui-ja X, regia di Bang Eun-jin (2012)
- Bunnoui Yunrihak, regia di Park Myoung-rang (2013)
- Paparoti, regia di Yoon Jong-chan (2013)
- Hwayi: Gwimuleul samkin ai, regia di Jang Joon-hwan (2013)
- Kkeut-kka-ji-gan-da, regia di Kim Seong-hun (2014)
- Kundo: Min-ran-eui si-dae, regia di Yoon Jong-bin (2014)
- L'impero e la gloria - Roaring Currents (Myeongnyang), regia di Kim Han-min (2014)
- Urineun hyeongje-imnida, regia di Jang Jin (2014)
- Heosamgwan maehyeolgi, regia di Ha Jung-woo (2015)
- Jang-su Sahng-hoe, regia di Kang Je-gyu (2015)
- Amsal, regia di Choi Dong-hoon (2015)
- Mademoiselle (Ah-ga-ssi), regia di Park Chan-wook (2016)
- Sanyang, regia di Lee Woo-chul (2016)
- Macha tago goraegorae, regia di Ahn Jae-seok (2017)
- Haebing, regia di Lee Soo-yeon (2017)
- Boangwan, regia di Kim Hyung-ju (2017)
- Daejang Kimchangsoo, regia di Lee Won-tae (2017)
- Gongjak, regia di Yoon Jong-bin (2018)
- Dokjeon, regia di Lee Hae-young (2018)
- Wanbyeokhan ta-in, regia di Lee Jae-kyoo (2018)
- Jesters: The Game Changers, regia di Kim Joo-ho (2019)
- Peopekteu maen, regia di Soo Yong (2019)
- Black Money, regia di Chung Ji-young (2019)
- Sarajin sigan, regia di Jung Jin-young (2020)
- Believer 2, regia di Baek Jong-yeol  (2023)

### Televisione
- Sol-yakgukjip adeuldeul – serie TV, 54 episodi (2009)
- Yeolhyeol Jangsaggun – serie TV (2009)
- Chuno (추노?) – serie TV, episodio 1x04 (2010)
- Sin-ira bulli-un sana-i – serie TV, 24 episodi (2010)
- Yokmangeui Bulkkot – serie TV (2010)
- Tree with Deep Roots – serie TV, 24 episodi (2011)
- The Full Sun – serie TV (2014)
- Signal (Siguneol) – serie TV, 16 episodi (2016)
- Entourage (Anturaji) – serie TV, 16 episodi (2016)
- Una pessima madre ideale (나쁜엄마?, Nappeun eommaLR) – serie TV (2023) – cameo

## Doppiatori italiani
- Dario Oppido in Mademoiselle

## Riconoscimenti
- KBS Drama Awards
  - 2009: Candidatura a Miglior attore non protagonista (Sol-yakgukjip adeuldeul)
  - 2014: Candidatura a Miglior attore non protagonista (The Full Sun)

- Chunsa Film Art Awards
  - 2010: Miglior attore debuttante (Be-seu-teu-sel-leo)
  - 2016: Miglior attore non protagonista (Amsal)

- Baeksang Arts Award
  - 2011: Candidatura a Miglior attore debuttante (Geulreobeu)
  - 2013: Candidatura a Miglior attore non protagonista (Yong-eui-ja X)
  - 2015: Miglior attore (Kkeut-kka-ji-gan-da)
  - 2016: Candidatura a Miglior attore televisivo (Signal) e a Miglior attore non protagonista (Amsal)
  - 2017: Candidatura a Miglior attore non protagonista (Mademoiselle)

- Buil Film Awards
  - 2012: Miglior attore non protagonista (Bumchoiwaui junjaeng: Nabbeunnomdeul jeonsungshidae)
  - 2017: Candidatura a Miglior attore (Haebing)

- Blue Dragon Award
  - 2013: Candidatura a Miglior attore non protagonista (Hwayi: Gwimuleul samkin ai)
  - 2014: Miglior attore non protagonista (Kkeut-kka-ji-gan-da)
  - 2015: Candidatura a Miglior attore non protagonista (Amsal)

- Premio Daejong
  - 2014: Candidatura a Miglior attore non protagonista (Kkeut-kka-ji-gan-da)
  - 2018: Candidatura a Miglior attore (Dokjeon)

- Bucheon International Fantastic Film Festival
  - 2014: Miglior attore (Kkeut-kka-ji-gan-da)

- Korea Film Actors Association Awards 
  - 2014: Miglior attore non protagonista (Kkeut-kka-ji-gan-da)
  - 2016: Premio Top Star (Mademoiselle)

- Asian Film Awards
  - 2015: Candidatura a Miglior attore non protagonista (Kkeut-kka-ji-gan-da)

- Max Movie Awards 
  - 2015: Miglior attore non protagonista (Kkeut-kka-ji-gan-da)

- APAN Star Awards
  - 2016: Attore di massima eccellenza in una miniserie (Signal)

- Asia Artist Award
  - 2016: Gran Premio (Signal)

- Asian Film Critics Association Awards
  - 2016: Candidatura a Miglior attore non protagonista (Amsal)